# Slinger
Slinger – wieś w Stanach Zjednoczonych, w stanie Wisconsin, w hrabstwie Washington.